# Philonicus nigrosetosus
Philonicus nigrosetosus är en tvåvingeart som beskrevs av Wulp 1881. Philonicus nigrosetosus ingår i släktet Philonicus och familjen rovflugor. Inga underarter finns listade i Catalogue of Life.